# Брунау (река)
Брунау (нем. Brunau) — река в Германии, протекает по Люнебургской пустоши в Нижней Саксонии, является левым притоком реки Луэ. Длина реки составляет 10,27 км, площадь водосборного бассейна — 42,86 км².
Берёт начало к югу от общины Нидерхавербек, входящей в коммуну Биспинген, на территории заказника Люнебургер-Хайде. Перед тем как пересечь автомагистраль A7, разливается в небольшое озеро. Качество воды Брунау ухудшается от класса II (умеренное загрязнение) у истока до класса II—III (критическое загрязнение) на протяжении второй половины реки.